# 張鳳
張 鳳（ちょう ほう、1396年9月4日 - 1461年3月18日）は、明代の官僚。字は子儀。本貫は真定府晋州安平県。

## 生涯
礼科給事中の張益の子として生まれた。1410年（永楽8年）、父は永楽帝の第一次漠北遠征に従軍して、陣没した。張鳳は邑庠生に選ばれ、郷里の推薦で太学に入った。吏部尚書の蹇義に面会して、「これ生きてこの職に就くべからざるなり」と評された。1427年（宣徳2年）、進士に及第した。1433年（宣徳8年）、刑部江西司主事に抜擢された。反逆した江西の豪民1000人あまりを獄に繋ぎ、未決囚を取り調べて数百人の死罪を取り消した。
1438年（正統3年）12月、刑部の高級官僚たちが事件に連座して一斉に摘発され、獄に下されたため、張鳳は刑部右侍郎に抜擢された。主事から侍郎に抜擢されるのは、前代未聞のことであった。1439年（正統4年）、提督京倉を命じられた。1441年（正統6年）春、南京戸部右侍郎に転じた。南京戸部尚書が長らく欠員となっていたため、張鳳は南京戸部の事務を管掌した。貴州が軍衛の食糧不足で、龍江倉と両淮の塩を鎮遠府で米に交換して運ぶよう求める上奏をおこなった。張鳳は龍江の塩には泥砂が混じっていて、米と交換して軍に供給することはできないとして、両淮の塩だけを米に交換して貴州に送り、その後に奏聞した。また南京に1年あたり200万石の備蓄をおこなう目標を立てるよう上奏して、英宗に聞き入れられた。1447年（正統12年）冬、南京の食糧備蓄の監理を兼ねるよう命じられた。清廉で慎み深く法律の執行を善くしたので、「板張」と称された。
1451年（景泰2年）、張鳳は南京戸部尚書に進んだ。1453年（景泰4年）、南京兵部尚書に転じ、軍務に参与した。1454年（景泰5年）2月に戸部尚書の金濂が死去すると、4月に張鳳は北京に召還されて戸部尚書となった。ときに四方での軍事行動は止んでいたが、災害の被害が酷い状態であった。景泰帝はたびたび広く救恤をおこなうよう勅命を発した。張鳳は廷臣たちとともに十事の意見を上書した。1455年（景泰6年）、前後して再び八事の意見を上書し、いずれも裁可された。張鳳は災害被害のため免除した賦税が多く、国費はますます減少しているとして、「国初には天下の農地が849万頃あまりありましたが、今ではその数がすでに半減しており、加えて洪水と日照りで徴収が止まり、国費をどこから調達したものでしょうか。京畿と河南・山東では額ほどの農地すらなく、一方では開墾し、また一方では租税の漏出を暴いているところです。徴税の基準を軽くして、争いの種を根絶すれば、少しく軍国の助けとなるでしょう」と上奏した。景泰帝に裁可された。給事中の成章らが張鳳は勝手に祖制を変更していると弾劾し、楊穟らもまたこのことを意見して争った。景泰帝は「国初には江南に都があって、食糧の輸送も容易であった。今は北方に都があるのに、国初の制度を常制として守るべきだろうか」といって、張鳳を擁護した。四方から凶作の知らせが届くと、張鳳は御史に事実かどうか調べさせるよう請願した。意見する者たちはこれを非難した。
1457年（天順元年）、英宗が復辟すると、張鳳は南京戸部尚書となり、そのまま食糧備蓄の監督を兼ねた。1461年（天順5年）3月18日、死去した。享年は66。
子に張愷・張悌・張忭があった。